# Цивільний повітряний патруль
Цивільний повітряний патруль (англ. Civil Air Patrol) — цивільна, підтримувана федеральним урядом країни, некомерційна організація Сполучених Штатів Америки; допоміжна резервна складова Повітряних сил США. Цивільний повітряний патруль є волонтерською організацією, до якого входять громадяни США, добровольці, аматори авіації різних професій та родів занять, які присвячують частину свого життя виконанню завдань, що покладаються на товариство.
Основними завданнями, що закріплені Конгресом у 10-му розділі Кодексу США та покладаються на цю аматорську структуру, є участь у проведенні пошуково-рятувальних операцій у повітрі та на землі, реагування на надзвичайні ситуації техногенного та природного характеру та ліквідація їхніх наслідків, допомога у проведенні аерокосмічних досліджень та їхня популяризація серед цивільного населення, особливо серед молоді, попередня підготовка кадетів, майбутніх льотчиків. Додатково персонал ЦПП залучається до проведення заходів з державної безпеки та кур'єрських місій. Разом з цим, організація надає допомогу урядовим та приватним агенціям у забезпеченні громадського порядку й надання підтримки американському Червоному хресту.
До складу Цивільного повітряного патруля входять дві категорії осіб: кадети віком від 12 до 21 року, та старші члени патруля віком від 18 і старше. У структурі існує ієрархія звань та посад, яка базується на системі звань Повітряних сил, та усталена власна уніформа.
Цивільний повітряний патруль є головним оператором одномоторних літаків авіації загального призначення для виконання завдань визначених місій, що покладаються на організацію. Завдяки великому досвіду пілотування літальних апаратів, багато членів товариства мають статус ліцензованих пілотів.
Загалом організація поділяється на 8 регіональних командувань повітряного патруля та 52 авіаційних крила (кожний штат та округ Колумбія і Пуерто-Рико)